# Arquebuse (boisson)
Pour arme à feu, voir Arquebuse.
L'arquebuse est une boisson préparée par macération et distillation de plantes choisies pour leurs vertus naturelles.

## Historique
L'arquebuse (anciennement « eau d'arquebuse ») était censée guérir les blessures faites par les coups d'arquebuses et les armes à feu, d'où son nom.
La recette définitive en a été élaborée en 1857 par le frère Emmanuel, qui était herboriste ou infirmier (selon les sources), de la communauté des frères maristes de l'Hermitage de La Valla-en-Gier, près de Saint-Chamond (Loire). À partir de 1869, la production a lieu à l'hermitage de Saint-Genis-Laval.
Puis la production de l'arquebuse suit l'exil des frères maristes à Carmagnola, au Piémont italien, en 1903, puis revient à Saint-Genis-Laval en 1926.
La commercialisation de l’arquebuse de l’Hermitage est assurée depuis 1986 par l’entreprise Cherry Rocher. En 1997, les frères maristes de la Sainte-Famille étaient encore les seuls possesseurs des secrets de fabrication de l’arquebuse.
Selon le fabricant, la composition de la boisson contiendrait trente-trois plantes.

## Sur le web
- « Bouteilles d'Arquebuse », sur vieux-alcools-bistrot.fr.